# Lamothe-Goas
Pour les articles homonymes, voir Lamothe et Goas.
Lamothe-Goas (La Mòta Gohàs en gascon) est une commune française située dans le département du Gers en région Occitanie. Sur le plan historique et culturel, la commune est dans le Pays de Gaure, un territoire au cœur de la Gascogne caractérisé par ses champs céréaliers et d'oléagineux, entrecoupés de maigres bois et prairies.
Exposée à un climat océanique altéré, elle est drainée par le ruisseau de Lauze, le ruisseau Beudie et par divers autres petits cours d'eau.
Lamothe-Goas est une commune rurale qui compte 80 habitants en 2022, après avoir connu un pic de population de 315 habitants en 1821.  Elle fait partie de l'aire d'attraction de Lectoure. Ses habitants sont appelés les Lamothois ou  Lamothoises.

## Géographie

### Localisation
Lamothe-Goas est une commune de Gascogne située en Lomagne sur la Lauze affluent du Gers.

### Communes limitrophes
Les communes limitrophes sont  La Sauvetat, Mas-d'Auvignon, Pauilhac, Sainte-Radegonde et Terraube.
|                | Terraube         |          |
| Mas-d'Auvignon | Lamothe-Goas     | Pauilhac |
| La Sauvetat    | Sainte-Radegonde |          |

### Géologie et relief
Lamothe-Goas se situe en zone de sismicité 1 (sismicité très faible).

### Hydrographie

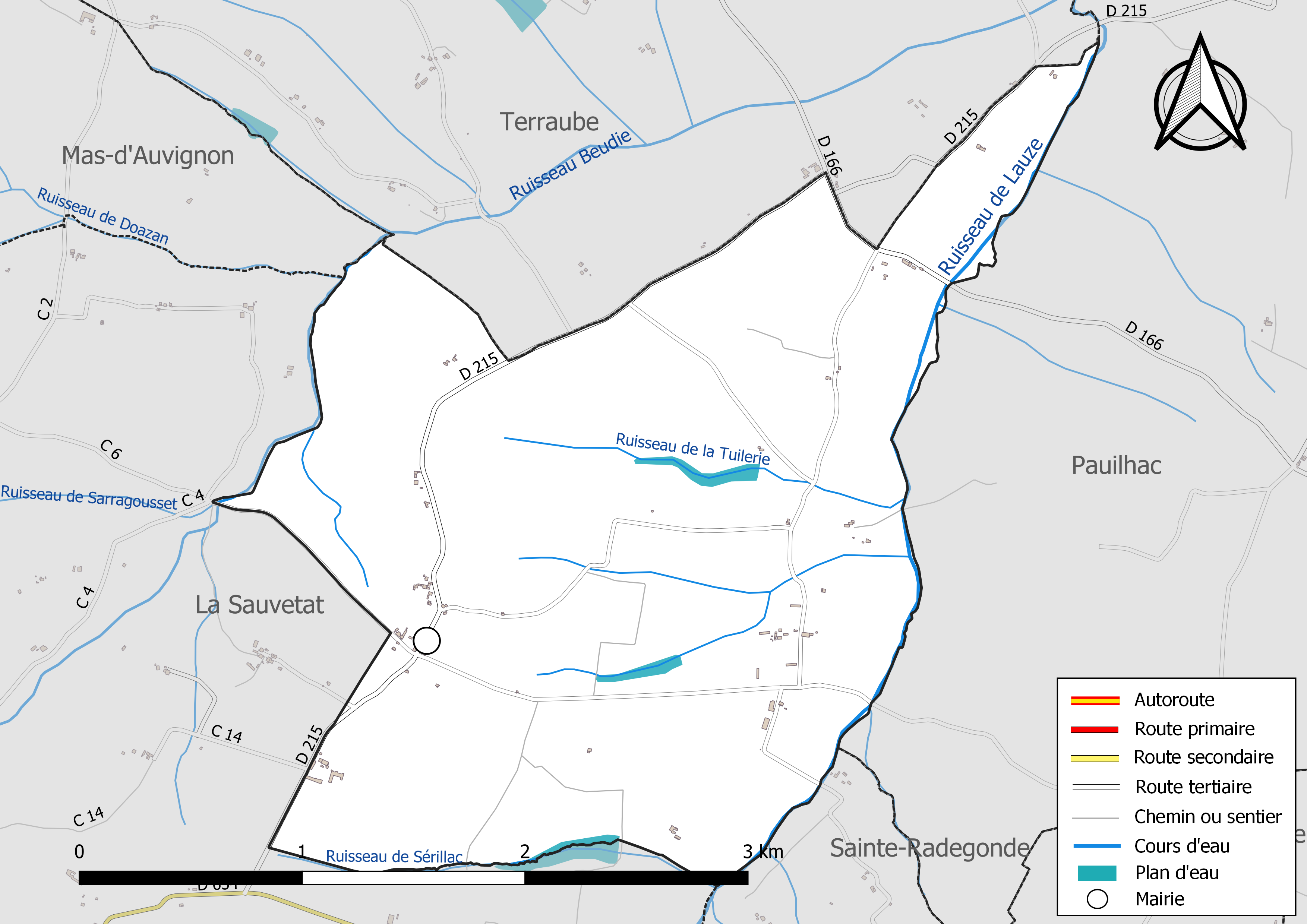
Réseaux hydrographique et routier de Lamothe-Goas.

La commune est dans le bassin de la Garonne, au sein du bassin hydrographique Adour-Garonne. Elle est drainée par le ruisseau de Lauze, le ruisseau Beudie, le ruisseau de Doazan, le ruisseau de la Tuilerie, le ruisseau de Sarragousset, le ruisseau de Sérillac et par divers petits cours d'eau, qui constituent un réseau hydrographique de 9 km de longueur totale,.
Le ruisseau de Lauze, d'une longueur totale de 16,3 km, prend sa source dans la commune de La Sauvetat et s'écoule du sud-ouest vers le nord-est. Il traverse la commune et se jette dans le Gers à Lectoure, après avoir traversé 7 communes.

### Climat
Pour des articles plus généraux, voir Climat de l'Occitanie et Climat du Gers.
En 2010, le climat de la commune est de type climat du Bassin du Sud-Ouest, selon une étude s'appuyant sur une série de données couvrant la période 1971-2000. En 2020, Météo-France publie une typologie des climats de la France métropolitaine dans laquelle la commune est exposée à un climat océanique altéré et est dans la région climatique Aquitaine, Gascogne, caractérisée par une pluviométrie abondante au printemps, modérée en automne, un faible ensoleillement au printemps, un été chaud (19,5 °C), des vents faibles, des brouillards fréquents en automne et en hiver et des orages fréquents en été (15 à 20 jours).
Pour la période 1971-2000, la température annuelle moyenne est de 13,1 °C, avec une amplitude thermique annuelle de 15,6 °C. Le cumul annuel moyen de précipitations est de 746 mm, avec 9,5 jours de précipitations en janvier et 6,3 jours en juillet. Pour la période 1991-2020, la température moyenne annuelle observée sur la station météorologique la plus proche, située sur la commune de Beaucaire à 14 km à vol d'oiseau, est de 13,8 °C et le cumul annuel moyen de précipitations est de 775,9 mm,. Pour l'avenir, les paramètres climatiques de la commune estimés pour 2050 selon différents scénarios d'émission de gaz à effet de serre sont consultables sur un site dédié publié par Météo-France en novembre 2022.

### Milieux naturels et biodiversité
Aucun espace naturel présentant un intérêt patrimonial n'est recensé sur la commune dans l'inventaire national du patrimoine naturel,,.

## Urbanisme

### Typologie
Au 1er janvier 2024, Lamothe-Goas est catégorisée commune rurale à habitat très dispersé, selon la nouvelle grille communale de densité à sept niveaux définie par l'Insee en 2022.
Elle est située hors unité urbaine. Par ailleurs la commune fait partie de l'aire d'attraction de Lectoure, dont elle est une commune de la couronne,. Cette aire, qui regroupe 13 communes, est catégorisée dans les aires de moins de 50 000 habitants,.

### Occupation des sols
L'occupation des sols de la commune, telle qu'elle ressort de la base de données européenne d’occupation biophysique des sols Corine Land Cover (CLC), est marquée par l'importance des territoires agricoles (81 % en 2018), une proportion identique à celle de 1990 (81 %). La répartition détaillée en 2018 est la suivante : 
terres arables (71,7 %), forêts (19 %), zones agricoles hétérogènes (9,3 %). L'évolution de l’occupation des sols de la commune et de ses infrastructures peut être observée sur les différentes représentations cartographiques du territoire : la carte de Cassini (XVIIIe siècle), la carte d'état-major (1820-1866) et les cartes ou photos aériennes de l'IGN pour la période actuelle (1950 à aujourd'hui).

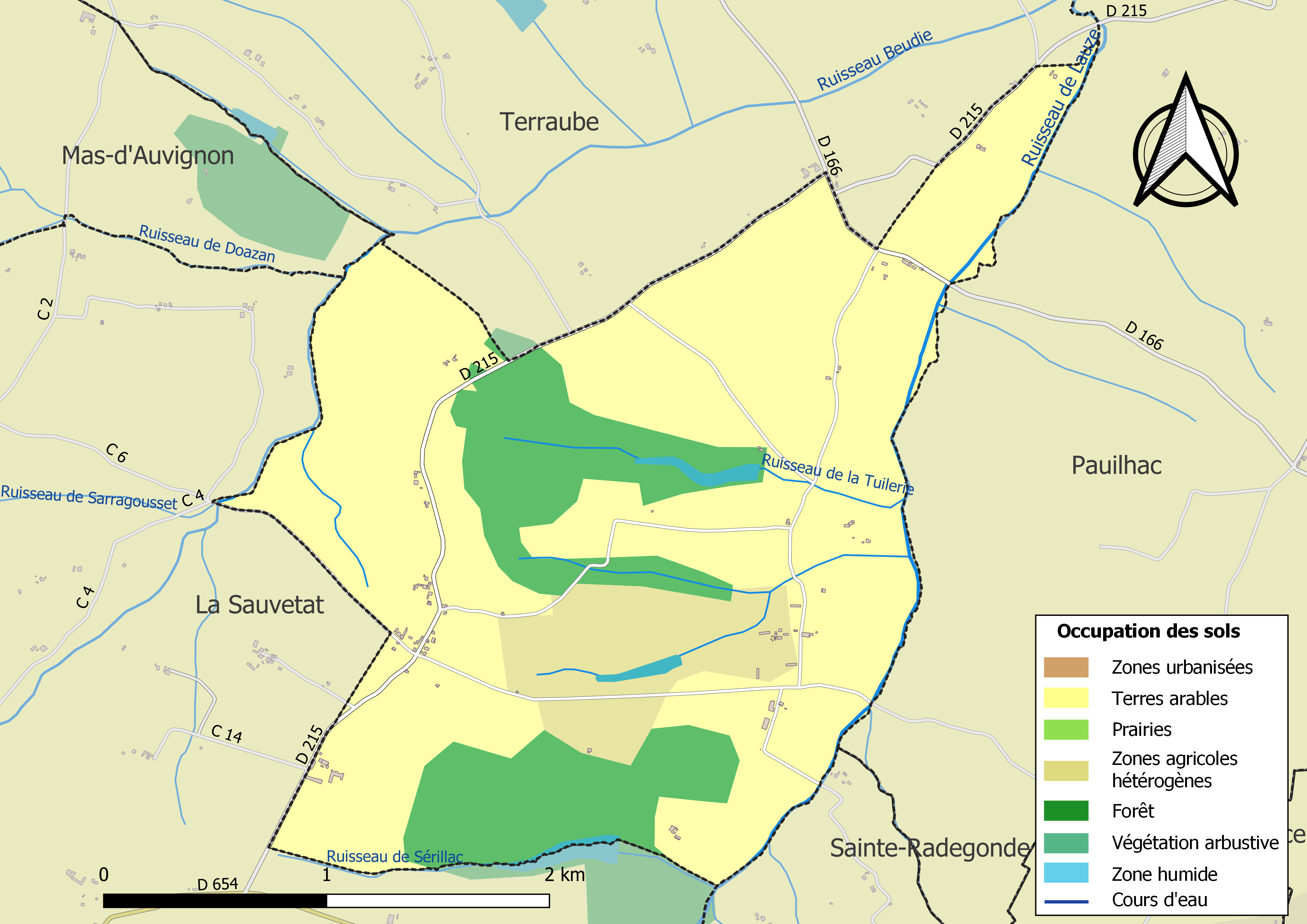
Carte des infrastructures et de l'occupation des sols de la commune en 2018 (CLC).

### Risques majeurs
Le territoire de la commune de Lamothe-Goas est vulnérable à différents aléas naturels : météorologiques (tempête, orage, neige, grand froid, canicule ou sécheresse) et séisme (sismicité très faible). Un site publié par le BRGM permet d'évaluer simplement et rapidement les risques d'un bien localisé soit par son adresse soit par le numéro de sa parcelle.

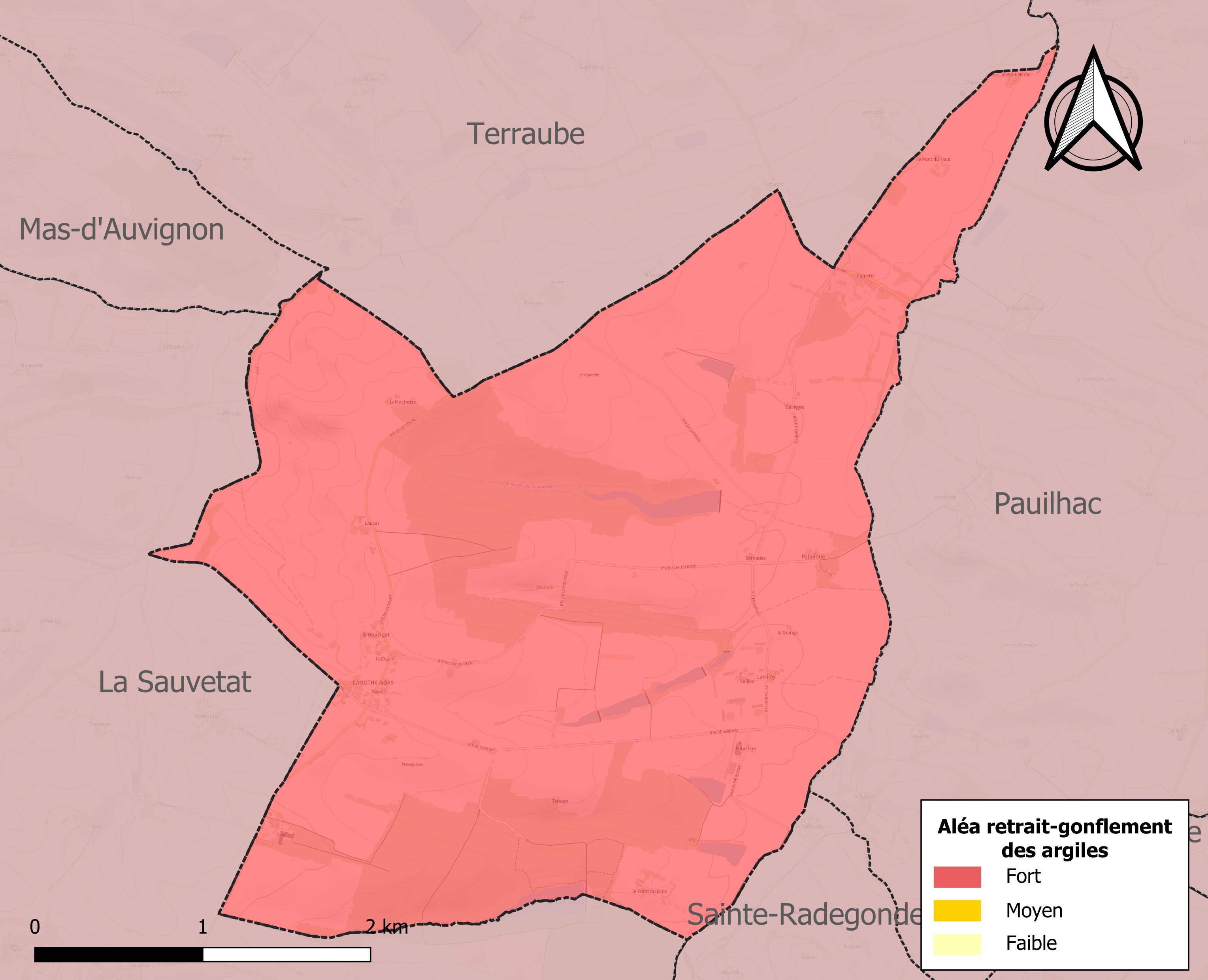
Carte des zones d'aléa retrait-gonflement des sols argileux de Lamothe-Goas.

Le retrait-gonflement des sols argileux est susceptible d'engendrer des dommages importants aux bâtiments en cas d’alternance de périodes de sécheresse et de pluie. La totalité de la commune est en aléa moyen ou fort (94,5 % au niveau départemental et 48,5 % au niveau national). Sur les 41 bâtiments dénombrés sur la commune en 2019, 41 sont en aléa moyen ou fort, soit 100 %, à comparer aux 93 % au niveau départemental et 54 % au niveau national. Une cartographie de l'exposition du territoire national au retrait gonflement des sols argileux est disponible sur le site du BRGM,.
Par ailleurs, afin de mieux appréhender le risque d’affaissement de terrain, l'inventaire national des cavités souterraines permet de localiser celles situées sur la commune.
La commune a été reconnue en état de catastrophe naturelle au titre des dommages causés par les inondations et coulées de boue survenues en 1999 et 2009. Concernant les mouvements de terrains, la commune a été reconnue en état de catastrophe naturelle au titre des dommages causés par la sécheresse en 1989, 2003, 2012 et 2016 et par des mouvements de terrain en 1999.

## Politique et administration
| Période                                  | Période  | Identité         | Étiquette | Qualité         |
| ---------------------------------------- | -------- | ---------------- | --------- | --------------- |
| mars 2001                                | En cours | Alain Scudellaro | PS        | Cadre supérieur |
| Les données manquantes sont à compléter. |          |                  |           |                 |

## Démographie
L'évolution du nombre d'habitants est connue à travers les recensements de la population effectués dans la commune depuis 1793. Pour les communes de moins de 10 000 habitants, une enquête de recensement portant sur toute la population est réalisée tous les cinq ans, les populations de référence des années intermédiaires étant quant à elles estimées par interpolation ou extrapolation. Pour la commune, le premier recensement exhaustif entrant dans le cadre du nouveau dispositif a été réalisé en 2004.

En 2022, la commune comptait 80 habitants, en évolution de +3,9 % par rapport à 2016 (Gers : +1,04 %, France hors Mayotte : +2,11 %).
| 1793 | 1800 | 1806 | 1821 | 1831 | 1841 | 1846 | 1851 | 1856 |
| ---- | ---- | ---- | ---- | ---- | ---- | ---- | ---- | ---- |
| 220  | 202  | 204  | 315  | 278  | 253  | 236  | 228  | 242  |

| 1861 | 1866 | 1872 | 1876 | 1881 | 1886 | 1891 | 1896 | 1901 |
| ---- | ---- | ---- | ---- | ---- | ---- | ---- | ---- | ---- |
| 247  | 202  | 211  | 198  | 175  | 170  | 140  | 134  | 139  |

| 1906 | 1911 | 1921 | 1926 | 1931 | 1936 | 1946 | 1954 | 1962 |
| ---- | ---- | ---- | ---- | ---- | ---- | ---- | ---- | ---- |
| 133  | 120  | 125  | 145  | 137  | 135  | 129  | 113  | 84   |

| 1968 | 1975 | 1982 | 1990 | 1999 | 2004 | 2006 | 2009 | 2014 |
| ---- | ---- | ---- | ---- | ---- | ---- | ---- | ---- | ---- |
| 73   | 75   | 70   | 73   | 64   | 58   | 59   | 68   | 74   |

| 2019 | 2022 | - | - | - | - | - | - | - |
| ---- | ---- | - | - | - | - | - | - | - |
| 78   | 80   | - | - | - | - | - | - | - |

## Économie

### Emploi
|                | 2008  | 2013   | 2018  |
| -------------- | ----- | ------ | ----- |
| Commune        | 0 %   | 10,9 % | 4,1 % |
| Département    | 6,1 % | 7,5 %  | 8,2 % |
| France entière | 8,3 % | 10 %   | 10 %  |

En 2018, la population âgée de 15 à 64 ans s'élève à 49 personnes, parmi lesquelles on compte 79,6 % d'actifs (75,5 % ayant un emploi et 4,1 % de chômeurs) et 20,4 % d'inactifs,. Depuis 2008, le taux de chômage communal (au sens du recensement) des 15-64 ans est inférieur à celui de la France et du département.
La commune fait partie de la couronne de l'aire d'attraction de Lectoure, du fait qu'au moins 15 % des actifs travaillent dans le pôle,. Elle compte 11 emplois en 2018, contre 16 en 2013 et 14 en 2008. Le nombre d'actifs ayant un emploi résidant dans la commune est de 38, soit un indicateur de concentration d'emploi de 29,1 % et un taux d'activité parmi les 15 ans ou plus de 63,5 %.
Sur ces 38 actifs de 15 ans ou plus ayant un emploi, 7 travaillent dans la commune, soit 18 % des habitants. Pour se rendre au travail, 81,6 % des habitants utilisent un véhicule personnel ou de fonction à quatre roues, 2,6 % les transports en commun, 2,6 % s'y rendent en deux-roues, à vélo ou à pied et 13,2 % n'ont pas besoin de transport (travail au domicile).

### Activités hors agriculture
7 établissements sont implantés  à Lamothe-Goas au 31 décembre 2019.
Le secteur des activités spécialisées, scientifiques et techniques et des activités de services administratifs et de soutien est prépondérant sur la commune puisqu'il représente 42,9 % du nombre total d'établissements de la commune (3 sur les 7 entreprises implantées  à Lamothe-Goas), contre 14,4 % au niveau départemental.

### Agriculture
|               | 1988 | 2000 | 2010 | 2020 |
| ------------- | ---- | ---- | ---- | ---- |
| Exploitations | 8    | 6    | 4    | 3    |
| SAU (ha)      | 511  | 734  | 654  | 559  |

La commune est dans le « Haut-Armagnac », une petite région agricole occupant le centre du département du Gers. En 2020, l'orientation technico-économique de l'agriculture  sur la commune est la culture de céréales et/ou d'oléoprotéagineuses. Trois exploitations agricoles ayant leur siège dans la commune sont dénombrées lors du recensement agricole de 2020 (huit en 1988). La superficie agricole utilisée est de 559 ha,,.
La commune dispose d'un territoire forestier. Il reste aujourd'hui plusieurs forêts domaniales. L'une gérée par le conseil général, une autre par la commune de Lamothe-Goas 8 ha. D'autres encore sont la propriété de particuliers.
La commune pratique la polyculture ; l'élevage de volailles du Gers (label national) est pratiqué ; le petit vignoble qui était installé sur la commune d'appellation Côtes de Gascogne a aujourd'hui disparu.

## Culture locale et patrimoine

### Lieux et monuments

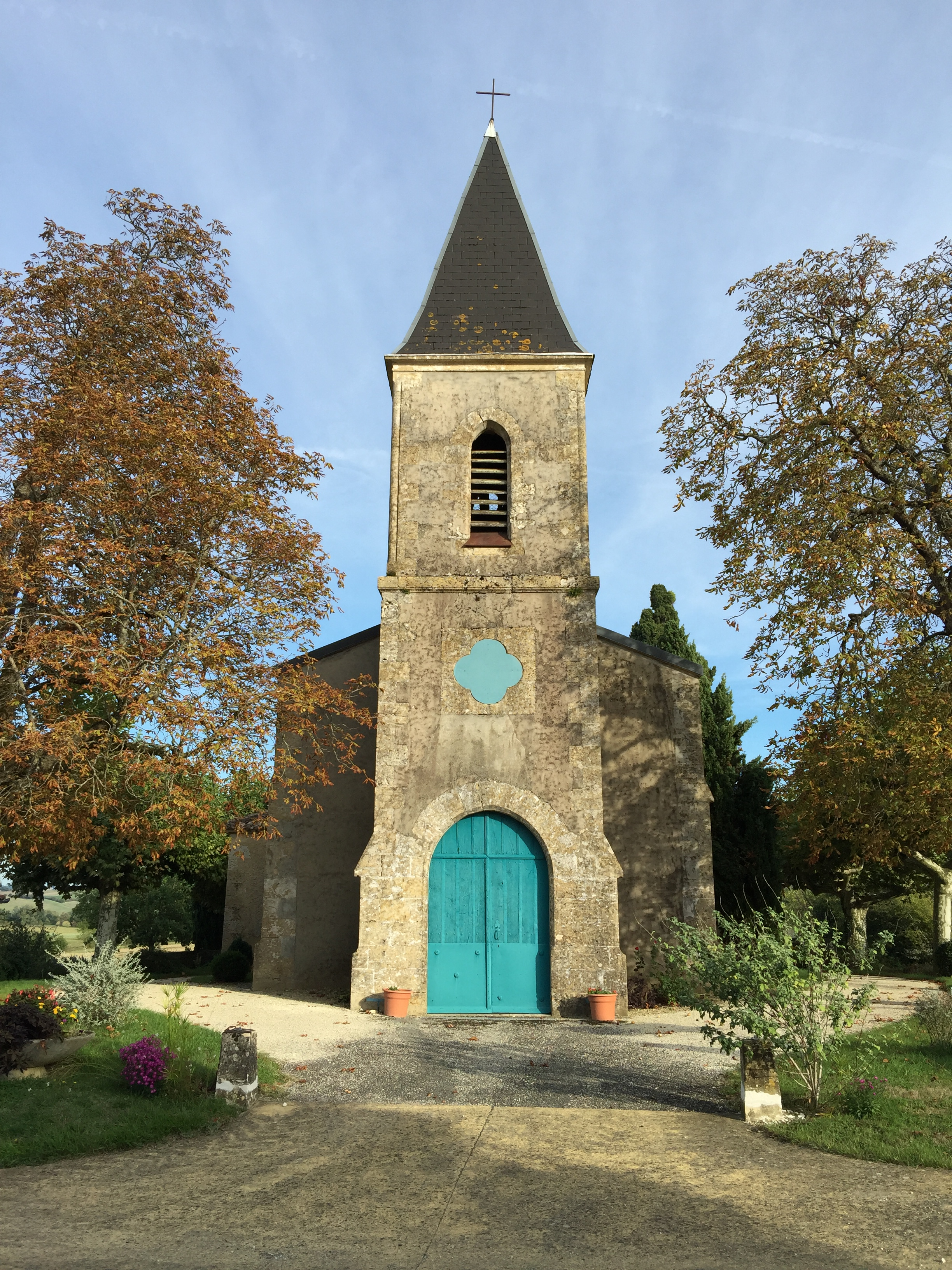
L'église Saint-Charles-Borromée

- Église Saint-Charles-Borromée du XIXe siècle au plafond peint.
- Château construit sur une ancienne motte, seconde demeure du XVIIe entourée de fossés dont il ne reste qu'une partie. Trois tours carrées ont été accolées au château au XVIIIe, deux d'entre elles ont été démolies avant la Seconde Guerre mondiale. Le château a été la proie des flammes en 2003 et est actuellement en rénovation. Un joli parc aménagé aboutit à une garenne ou trône une statue en bronze de Diane chasseresse. La chapelle du château servit longtemps d'église paroissiale. Aujourd'hui il reste la propriété de la famille Rieu.

### Héraldique
| Blason | Blasonnement : De gueules à la motte d'argent sommée d'un lion du même. |